# Orthogoniosaurus
Orthogoniosaurus („ještěr s rovnými úhly“) byl rod teropodního dravého dinosaura, žijícího v období svrchní křídy (asi před 70 miliony let) na území dnešní Indie (okolí města Džabalpur).

## Historie
Formálně byl typový druh O. matleyi popsán v roce 1931 na základě objevu jediného zubu o dochované délce 27 mm v sedimentech geologického souvrství Lameta. Mohlo se jednat o stejného dinosaura, jako jsou rody Indosuchus a Indosaurus. Dnes je tento taxon obecně považován za nomen dubium, mohlo se jednat o jakýsi neznámý rod teropoda z kladu Ceratosauria.
Fosilie tohoto a dalších dinosaurů ze stejného souvrství mohly být již před staletími nevědomky uctívány hinduisty v místních chrámech (například jako božstvo zvané Šarabha).

## Taxonomie
Orthogoniosaurus je prvním teropodním taxonem, popsaným ze souvrství Lameta. Někdy bývá za příbuzný druh považován "Massospondylus rawesi", známý rovněž podle izolovaného fosilního zubu. Tento taxon však pravděpodobně pochází z mnohem staršího geologického období. O. matleyi byl pravděpodobně abelisauridním teropodem, z jediného zubu však jeho přesné systematické zařazení s jistotou nevyčteme.